# Frans de Momper

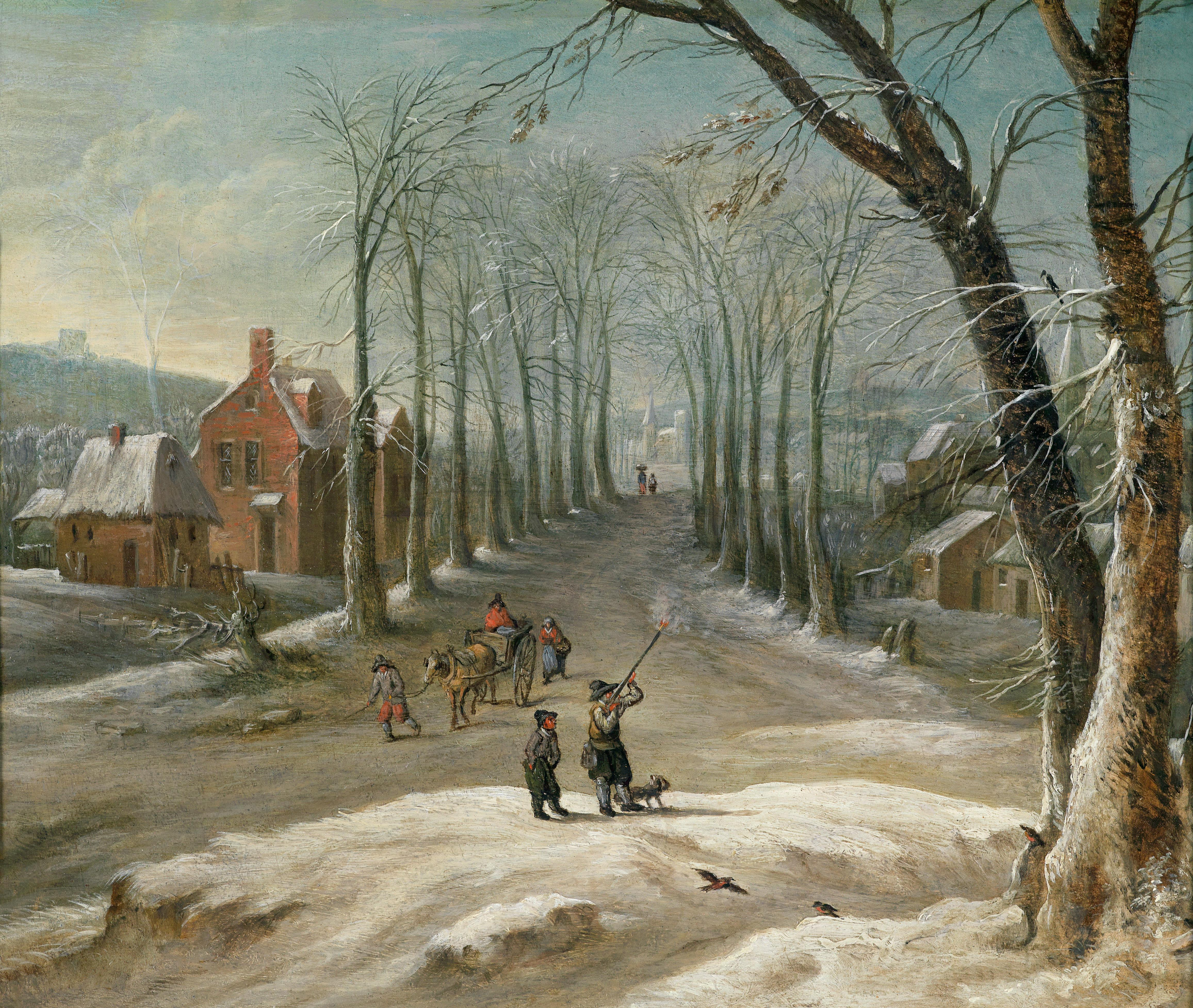
Paisaje invernal con cazadores de pájaros, 1630, óleo sobre tabla, 26,5 x 31 cm, colección privada.

Frans de Momper (Amberes, 1603-1660) fue un pintor barroco flamenco especializado en la pintura de paisaje.

## Biografía
Miembro de una familia de artistas, hijo de Jan de Momper II y sobrino del más conocido Joos de Momper, figura inscrito como maestro en el gremio de pintores de San Lucas de Amberes desde 1629. Influido por Jan van Goyen, en 1647 se trasladó a Holanda. Tras una temporada en La Haya se le documenta en 1648 en el gremio de San Lucas de Haarlem y de 1649 a 1650 en Ámsterdam. Una posible estancia en París no se documenta. En 1650 se encontraba de regreso en Amberes donde permaneció hasta su muerte.
Momper pintó tanto paisajes invernales y de montaña, animados por pequeñas figuras tomadas de David Teniers II, como vistas topográficas de ciudades, destacando sus vistas de La Haya y el Incendio durante la noche de la iglesia Grande o de Nuestra Señora de Breda (Amberes, Lowet de Wotrenge Fine Art). Siguiendo a Van Goyen y los pintores de paisaje de los Países Bajos del Norte, Momper compuso sus paisajes, progresivamente más naturalistas, con un punto de vista generalmente bajo, buscando efectos atmosféricos e intimistas en el reflejo de los rayos solares sobre las nubes.